# Skandha
Pour les articles homonymes, voir Agrégat.
Skandha (sanskrit ; devanāgarī : स्कन्ध ; pali : khandha) peut être traduit par « groupe », « agrégat », « facteur constitutif de l'ego ». Dans le bouddhisme, on désigne par là les cinq agrégats ou facteurs (pañcaskandhī) psychophysiques constitutifs de l'individu: la forme corporelle (rūpa), la sensation (vedanā), la perception (saṃjñā), la formation mentale (saṃskāra) et la prise de conscience active (vijñāna).

## Définition
Les cinq skandhas sont les seuls constituants de ce qui est communément appelé une personne, un être. Ce sont « les cinq aspects sous lesquels le bouddhisme a résumé tous les phénomènes physiques et mentaux de l'existence et qui apparaissent  à l'homme ignorant comme étant son ego ou sa personnalité. » Ces cinq agrégats sont interdépendants et constituent les rouages, sans cesse en mouvement, de la « machine psychophysiologique » (selon l'expression de W. Rahula) que nous appelons la personnalité. 
Tant qu'il n'est pas tranché, l'attachement à un ou à plusieurs des cinq agrégats provoque la souffrance (dukkha) chez celui qui croit en sa propre existence, n'ayant pas conscience de l'impermanence des phénomènes (anitya), ni de l'absence de soi (anātman). Dans ce cadre, « les cinq agrégats d'attachement sont souffrance » (Dhammacakkappavattana Sutta). Ces agrégats d'attachement (upādāna-skandha) sont aussi traduits par « agrégats d'appropriation » ou « groupes d'appropriation ».
Skandha peut également désigner la totalité de la matière de l'univers, l'ensemble de tous les phénomènes conditionnés[réf. nécessaire].

## Skandha et absence de soi
La conception des agrégats s'oppose directement à la croyance en l'existence d'une personne ou être incarné (Jīvātman) et de son essence, ou ātman, concepts hindouistes. L'affirmation de l'existence des skandha est affirmée au contraire la caractéristique de « non-soi », anātman, une notion centrale du bouddhisme. En effet, l'anthropologie bouddhique rejette précisément toute idée d'un « soi » (âtman): pour le Bouddha, «  l'homme est ontologiquement un être composé, confectionné » et, en tant que tel, il est lui-même saṃskāra.

### Métaphore du char

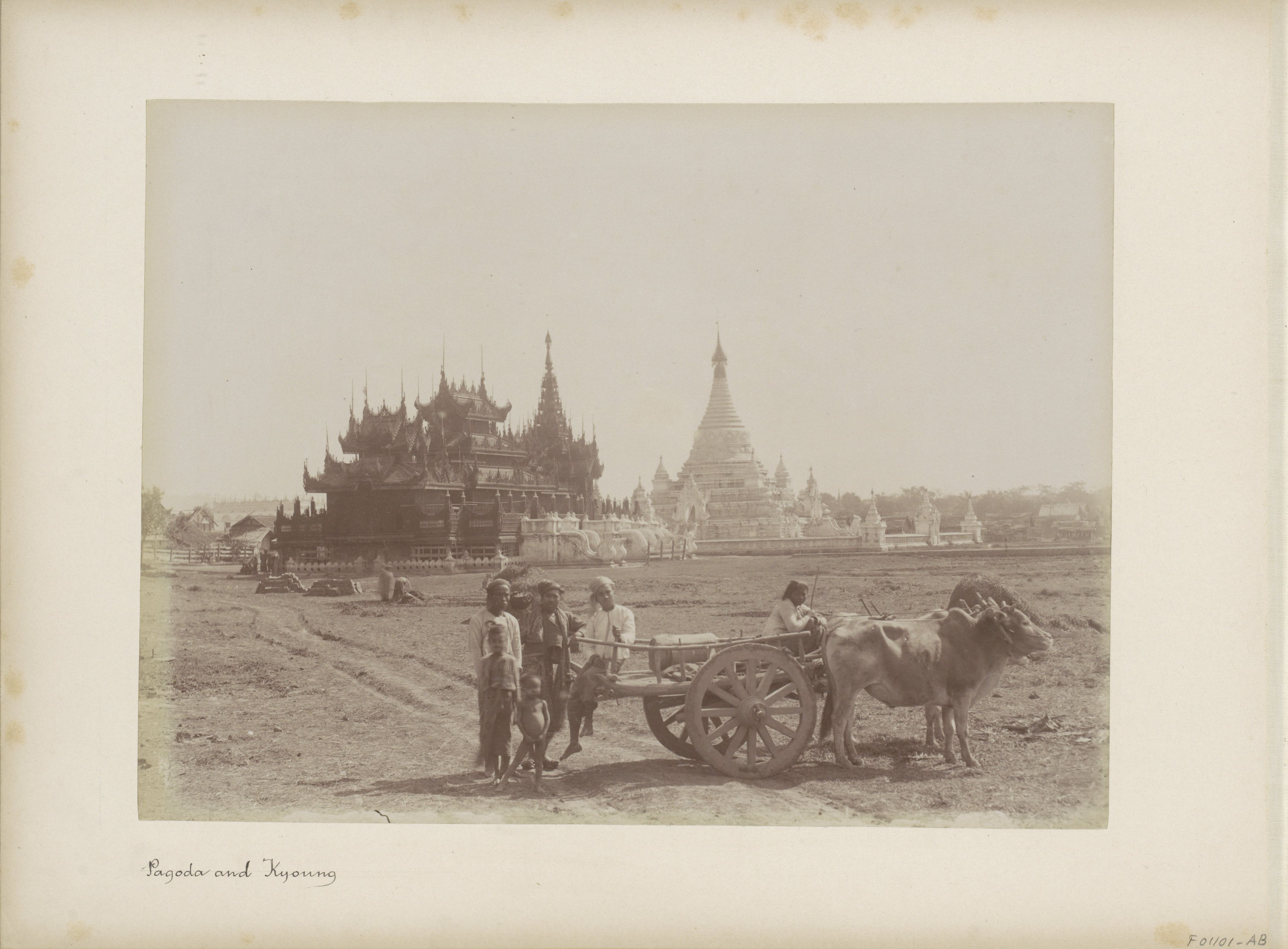
Birmanie, vers 1895. Un char et des paysans devant un monastère et une pagode. À l'image du char qui n'est que la réunion temporaire de parties et qui n'existe pas en tant que tel, les paysans ne sont pas des individus mais des composés des skandhas.

Les skandhas apparaissent donc à l'analyse comme les différentes parties de ce qui est pris pour un tout. De la même manière, un char qui paraît exister indépendamment n'est que l'ensemble des roues, essieux, chevaux, etc. Mais en lui-même, il n'existe pas. 
Cette comparaison avec un char est une des parties les plus célèbres du manuel de bouddhisme que constituent les Questions de Milinda (composé entre le IIe siècle av. J.-C. et le Ve siècle apr. J.-C.). Le roi Milinda interroge le vénérable moine Nâgasena: « Sous quel nom connaît-on le vénérable? Comment t'appelles-tu? (...) — Ô roi, on me connaît sous le nom de Nâgasena (...) [mais] ce n'est là qu'une dénomination, une désignation, une appellation, un usage commun; ce n'est rien de plus que le nom "Nâgasena"; aucune personne ne s'y trouve. »
Devant l'incrédulité du roi et son rejet de cette réponse, Nâgasena lui demande comment il est venu à leur rendez-vous . Et le roi de répondre,: 

« Je suis venu en char. — Si tu es venu en char, définis-le moi. Est-ce que le timon est le char? — Non, vénérable. — L'essieu est-il le char? — Non, vénérable. — Alors, les roues? La caisse? La hampe de l'étendard? Le joug? Les rênes? L'aiguillon? — Non. — Alors, le timon, l'essieu (...) et l'aiguillon sont-ils le char? — Non. — Eh bien, le char est-il donc extérieur? — Non, vénérable. — Ô roi, je te pose question sur question et je ne vois pas ce char. C'est un mot et rien d'autre, ce char! (...) Il n'y a pas de char! [Le roi reconnaît que Nâgasena a raison et déclare:] c'est en relation avec le timon, l'essieu (etc.) qu'a cours la dénomination, la désignation, l'appellation, l'usage commun, le nom "char". — Bien, ô roi! tu sais ce qu'est un char. Il en va de même pour moi: c'est en relation avec les cheveux, avec les poils et ainsi de suite, avec la cervelle, la forme matérielle, les sensations, les notions, les constructions psychiques inconscientes et la conscience sélective qu'a cours ce simple nom: "Nâgasena"; en vérité absolue, aucune vérité, aucune personne ne s'y trouve Ô roi, la nonne Vajirâ disait ceci au Bienheureux: " De même que l'on dit char en vertu d'un assemblage d'éléments, / De même, là où se trouvent les groupes d'appropriation, on s'accorde à dire être vivant. »

Ainsi, l'homme se résume-t-il à un amas d'éléments, un assemblage, une multiplicité, qui ne possède pas d'unité sinon celle, illusoire, qu'il confectionne par son activité et ses actes.

## Analyse des skandhas

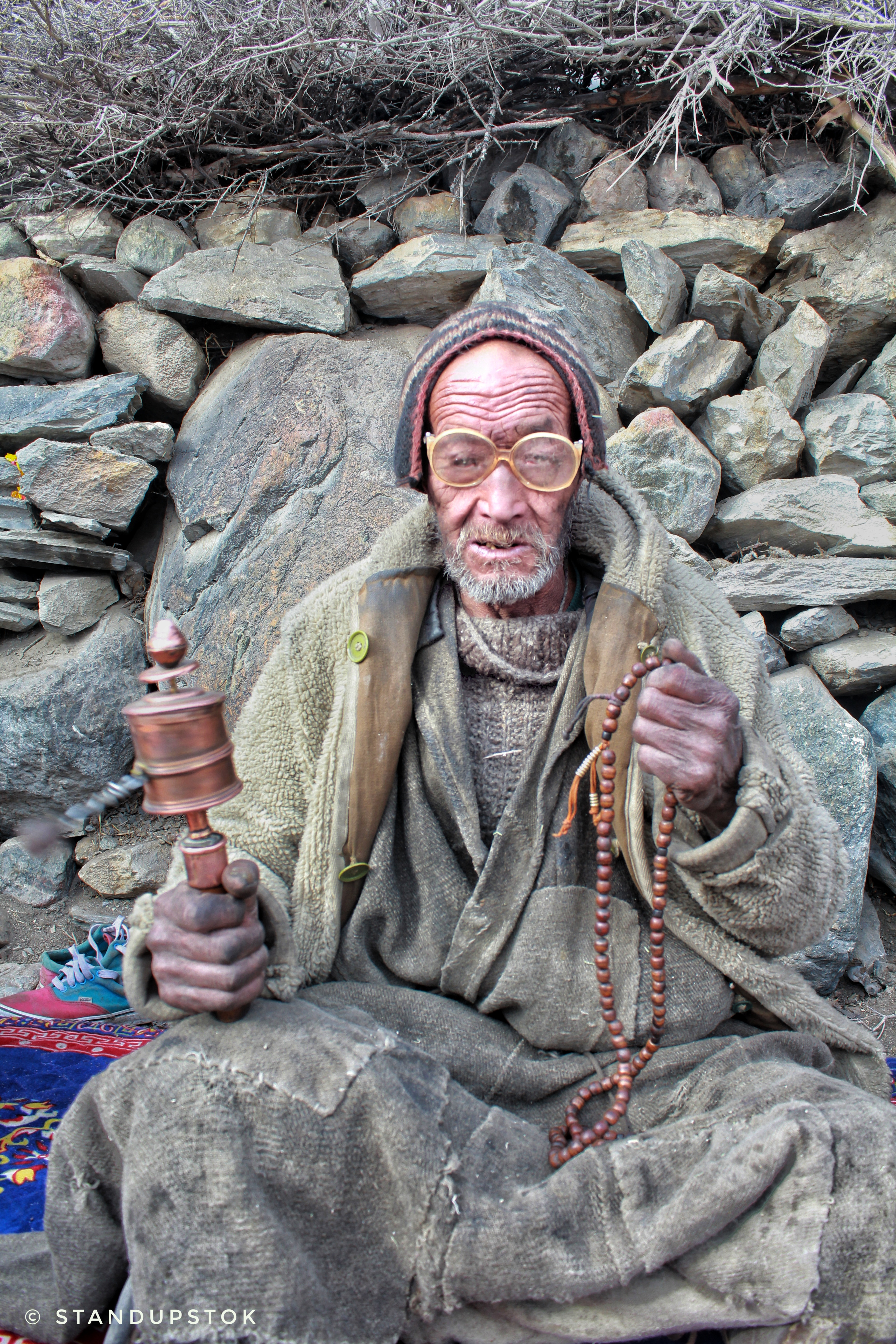
Vieil homme en prière. Ladakh.

Il y a un seul constituant matériel (rūpa-kāya) et quatre immatériels (nāma-kāya), soit cinq au total : la forme, rūpa; les sensations, vedanā; les perceptions, samjñā; les formations volitionnelles, samskāra;  la conscience, vijñāna, qui est à la base d'une croyance en la dualité sujet/objet. 
Ces constituants sont aussi connus sous le nom de nâmarûpa (« nom et corps »): rûpa est l'élément matériel, les quatre autres (nâma) sont les éléments mentaux.  Nom et corps ne peuvent exister séparément. Ils sont dans un rapport similaire à « l'œuf et à la poule ou [à] deux bottes de roseaux appuyées l'une sur l'autre ». 
Mais quelle que soit la manière de classer ces agrégats, on ne saurait y trouver la moindre trace d'un soi. Cependant, sous l'empire de l'ignorance (avidyâ), l'esprit identifie en général l'un ou l'autre élément de cet ensemble avec un soi. Il s'agit là d'une des principales erreurs créant la souffrance et la continuation des existences dans le samsâra. 

### Les cinq skandha
On a donc les composantes suivantes,: 
La forme renvoie à l'association de terre, d'eau, de feu et d'air. C'est de ces éléments que dérive la matière qui compose les six organes sensoriels (œil, oreille, nez, langue, corps, mental ou psychisme) et que provient essentiellement la matière du vivant. 
Les sensations sont issues du contact des organes sensoriels avec les objets externes. Contrairement à ce que l'on pourrait croire, il n'y a pas de correspondance entre sens, sensations et objets externes, et les sensations sont déjà une sorte de jugement parce qu'elles sont influencées par la croyance en un soi illusoire et impermanent. Elles peuvent être agréables , désagréables ou ni agréables ni désagréables. 
Les perceptions ou notions soulignent le lien entre le mental et chacun des cinq autres sens. On peut dire qu'elles constituent les premières notions dérivées du contact des sens avec les objets. Ces perceptions livrent les qualités de ces objets; mais de ce fait, l'acte de perception est déjà une objectivation ou une interprétation des objets du monde extérieur. Le problème vient du fait que nous croyons que ces contacts nous donnent un reflet fidèle de la réalité. En fait, l'homme se bâtit un monde et une personnalité qui tendent à orienter ses sensations et perceptions en fonction de son désir et de ses ressentis, agréables ou non.
Les compositions psychiques ou entendement-volition sont le résultat de nos inclinations notre tendance à organiser et mettre en ordre les éléments fournis par les sensations et les perceptions. Nous sommes alors progressivement amenés à privilégier les objets qui nous plaisent. Il y a donc ici la production de compositions psychiques, autrement dit l'organisation par l'esprit des sensations et des perceptions que nous donnent les sens. Cette catégorie comprend aussi les volitions, c'est-à-dire l'énergie, l'attention, la mémoire, la réflexion, la concentration, la joie, l'équanimité... Ces éléments joueront un rôle très important dans les notions d'action et de responsabilité morale, parce que la responsabilité de l'acte ne peut être assignée à l'individu que si cet acte est conscient, réfléchi et volontaire.
Enfin, la connaissance ou conscience discriminatoire est responsable de la manière dont nous recueillons les informations que nous livrent les sens. Cet élément, dont l'analyse livrée par les traités bouddhistes est complexe, tend à unifier selon son point de vue les diverses données et informations, et à activer la tendance à l'appropriation qui se trouve dans chacun des agrégats.

### Skandhas et dépendance mutuelle
Dans la coproduction conditionnée, les samskāra sont conditionnés par l'ignorance et conditionnent vijñāna. Vedanā est conditionnée par le contact et conditionne la soif (tṛṣṇā).